# Ramaria alborosea
Ramaria alborosea är en svampart som beskrevs av Schild 1992. Ramaria alborosea ingår i släktet Ramaria och familjen Gomphaceae.   Inga underarter finns listade i Catalogue of Life.